# Посёлок дома отдыха «Ершово»
Посёлок дома отдыха «Ершово» — посёлок сельского типа в Одинцовском районе Московской области, в составе сельского поселения Ершовское. Население — 93 чел. (2010), в посёлке числится 1 садоводческое товарищество. До 2006 года посёлок входил в состав Ершовского сельского округа.
Посёлок расположен на северо-западе района, на северо-восточной окраине села Ершово, в 2,5 километрах на север от Звенигорода, высота центра над уровнем моря 199м.
Посёлок возник в 1928 году как жильё обслуживающего персонала организованного в усадьбе «Ершово» дома отдыха. По переписи 1989 года в посёлке числилось 20 хозяйств и 419 жителей.

## Население
| 2002 | 2006 | 2010 |
| ---- | ---- | ---- |
| 97   | →97  | ↘93  |